# Dorithia
Dorithia is een geslacht van vlinders van de familie bladrollers (Tortricidae), uit de onderfamilie Tortricinae.

## Soorten
- D. consacculana Brown, 1991
- D. crucifer (Walsingham, 1914)
- D. equadentana Brown, 1991
- D. imitatrix Brown & Obraztsov, 1991
- D. meridionalis Brown, 1991
- D. occidentana Brown, 1991
- D. paraviridana Brown, 1991
- D. peroneana (Barnes & Busck, 1920)
- D. powellana Brown, 1991
- D. pseudocrucifer Brown, 1991
- D. robustana Brown, 1991
- D. semicirculana (Fernald, 1882)
- D. spinosana Brown, 1991
- D. strigulana Brown & Obraztsov, 1991
- D. tototuana Brown, 1991
- D. trigonana Brown & Obraztsov, 1991
- D. wellingana Brown, 1991